# Лупе Фуентес
Лупе Фуентес (на испански: Lupe Fuentes) е артистичен псевдоним на бившата колумбийска порнографска актриса и еротичен модел и настояща певица и член на поп групата „Бившите приятелки“ Зулeйди Педрайта Вергара (Zuleidy Piedrahita Vergara).

## Ранен живот
Родена е на 27 януари 1987 г. в град Кали, Колумбия, но израства в Испания - в градовете Тенерифе и Мадрид, където живее заедно с майка си и подпомага от ранна възраст бедното си семейство като работи модел, а с навършване на пълнолетие започва да снима и голи фотосесии, след което се насочва към порнографията.

## Кариера
Фуентес дебютира като актриса в порнографската индустрия през 2005 г., когато е на 18 години. Първоначално снима в Испания, а през месец юни 2009 г. заминава в САЩ, където става първата колумбийка в американската порноиндустрия.
В САЩ колумбийската порноактриса първоначално работи с продуцентската компания на Тера Патрик, но след като се омъжва за бившия съпруг на Патрик - рок музиканта и порноактьор Евън Зайнфелд, се премества в Уикед Пикчърс.

## Личен живот
През месец април 2011 г. Лупе Фуентес е арестувана в САЩ по искане на колумбийските власти и заповед от Интерпол по повод водено в родината ѝ разследване срещу нея за извършване на сексуални престъпления, свързани с непълнолетни лица и използването на снимки на малолетни и непълнолетни за порнографски цели и за собствена печалба. Според информацията Фуентес е подпомогнала млади момичета да участват в порнофилми, правени в Меделин, Колумбия. По същото разследване и по същото обвинение от Испания в Колумбия е екстрадиран бившият съпруг на порноактрисата – Пабло Лапиедра, който се изявява като режисьор на порнографски филми. Според свидетелски показания Фуентес е била заедно с Пабло Лапиедра и е предлагала на учащи в колежите в Меделин и в Бело да участват в порнофилми.
Омъжена е за рок музиканта и порноактьор Евън Зайнфелд, който е и бивш съпруг на Тера Патрик.

## Награди и номинации
Носителка на награди
- 2010: F.A.M.E. награда за любима нова звезда.[9]
- 2010: XFANZ награда за латино звезда на годината.[10]

Номинации
- 2006: Номинация за Ninfa награда на Международния еротичен филмов фестивал в Барселона за най-добра нова испанска актриса – за изпълнението на ролята ѝ във филма „Обладана“.
- 2009: Номинация за Hot d'Or награда за най-добра европейска актриса – за изпълнението на ролята ѝ във филма „100 % Зулейди“.[11][12]
- 2010: Номинация за AVN награда за най-добра нова уеб звезда.[13]
- 2010: Номинация за NightMoves награда за най-добра нова звезда.[14]
- 2011: Номинация за XBIZ награда за жена изпълнител на годината.[15]
- 2011: Номинация за XRCO награда за Cream Dream.[16]

## Филмография
- Submission (2005)
- Obsesión (2006)
- La Venganza de las Ninfas (2006)
- Posesión (2006)
- Matadero (2007)
- Chloe (2007)
- El diario de Zuleidy (2007)
- Depravada (2007)
- Little Lupe #1, 2, 3 (2007)
- Private 43 100% zuleidy (2008)
- Private Life of Jennifer Love 3 (2009)
- Lupe Fuentes' Interactive Girlfriend Sexperience (2009)
- Lolita (2010)

## Списания
- Latin Maxim, декември 2010 г.[17]